# Symfollies
A Symfollies 2000-ben bemutatott, gyermekeknek szóló belga animációs sorozat, melyet Magyarországon a Minimax csatorna vetített. Az egyenként ötperces epizódok ismert klasszikus zeneműveket – például a Für Elise-t és a Traviatát dolgoznak fel. Az 52 részes sorozat 2004-ben fejeződött be. A műsor középpontjában a Hegedű család áll, melynek tagjai – Bass, Celine, Stradi és Viola – maguk is hangszerek. Történetük a Symfollies (az angol symphony és follies „őrültség, bolondság” szavak összevonásából) nevű, hangszerekkel benépesített mesebeli városban játszódik. A sorozatban 3D-s számítógépes (CGI) animációs technológiát alkalmaztak.